# شویچیه ناد اوسان
شویچیه ناد اوسان (به لهستانی:  Świecie nad Osą) یک روستا در لهستان است که در گمینا شویچیه ناد اوسان واقع شده‌است. شویچیه ناد اوسان ۸۷۰ نفر جمعیت دارد.